# Leonard Gyllenhaal
Aquest autor és citat en taxonomia animal amb el nom «Gyllenhaal».
 Leonard Gyllenhaal (Älvsborgs län, Suècia, 3 de desembre del 1752 – Skaraborgs län, Suècia, 28 de maig del 1840) fou un entomòleg i militar suec. Va començar estudiar botànica i entomologia a la Universitat d'Uppsala el 1769 sota Carl von Linné i Carl Peter Thunberg. Per manca de finances va abandonar els estudis i optar per a una carrera militar. El 1799 va acomiadar-se de l'exèrcit amb el grau de major el 1798. Mai no va abandonar la seva ambició científica, i després de jubilar-se va dedicar-se a l'entomologia, principalment l'estudi dels coleòpters.
Va col·laborar amb l'entomòleg Carl Johan Schönherr i escriure una gran quantitat de tàxons als Genera et species curculionidum d'aquest entomòleg.
Tàxons que va descriure
- Corc de les glans Curculio elephas  (1808-1827)

Obra principal
- Insecta suecica, Coleoptera[Enllaç no actiu], Leipzig, Friedrich Fleischer 1827